# Fascia profonda
La fascia profonda è una membrana fibrosa di tessuto connettivo denso che riveste la superficie dei muscoli e in alcuni casi vi offre inserzione. Essa fornisce protezione, sostegno trofico e sostegno meccanico al muscolo oltre a connettere i muscoli delle varie regioni del corpo tra loro.

## Fasce del corpo umano
Si è soliti distinguere nella fascia profonda le fasce proprie e le fasce comuni dei muscoli.

### Fascia propria
La fascia propria è la porzione di fascia profonda che riveste completamente un singolo muscolo e da questo prende nome (ad esempio si può parlare di fascia propria del muscolo trapezio). La fascia propria del muscolo prende intimo contatto con la superficie muscolare e si fonde coi fasci fibrosi del suo tendine.

### Fascia comune
La fascia comune è invece la porzione di fascia profonda che riveste, in superficie, un gruppo di muscoli. Talvolta, come nel caso del muscolo tensore della fascia lata, offre anche inserzione ad alcuni di questi muscoli. Per la sua posizione superficiale è in rapporto con la lamina profonda dell'ipoderma. Le fasce comuni prendono solitamente nome della regione del corpo in cui si trovano. Pertanto si descrivono nel corpo umano:
- Fascia cervicale
- Fascia toracica
- Fascia addominale
- Fascia perineale
- Fascia dorsale
- Fascia ascellare
- Fascia brachiale
- Fascia cubitale
- Fascia antibrachiale
- Fascia palmare della mano o aponeurosi palmare
- Fascia dorsale della mano
- fascia dei tendini dei muscoli flessori delle dita
- Fascia lata
- Fascia poplitea
- Fascia della gamba
- Fascia plantare del piede o aponeurosi plantare
- Fascia dorsale del piede